# 経絡治療
経絡治療（けいらくちりょう）とは、東京鍼灸医学校の校長であった柳谷素霊の教え子である岡部素道と井上恵理と自身の治療体験に感動し新聞記者から転進して鍼灸の道に進んできた竹山晋一郎が中心となり作られた経絡の虚実を調整する事を目的とした鍼灸治療における治療術のひとつである。
経絡治療のモデルとなったのは、茨城県で西村流の流れを組む八木下勝之助の臨床とされている。

## 主な治療内容
1. 脈診：治療方針の決定（脈診と同時に問診、腹診）
2. 本治法：随証療法（手足の要穴に鍼）
3. 標治法：対症療法
4. 脈診：予後の判断

## 本治法
- すべての病症を本と標に分け、その本となる病症を五行（五臓）に分類して治療する。
- 本とは根幹のこと。標とは枝葉のこと。
- 手足の五行穴を難経六十九難の法則（補母瀉子）を用いて選穴し、五臓の虚実に対してその経絡を補瀉して治療する。

## 標治法
- 体の表面の変化を指先での触診で感じ取ったり、目で見た皮膚の変化などを観察し、その状態に合わせて治療を施していく方法。

## 註釈
1. ↑  経絡治療の本治法とされているものは四診によって知り得た五臓六腑と経絡の虚実を『難経』六十九難による発想を以て選穴した要穴に鍼術を施し気血のバランスを調整するというものである(日本鍼灸医学より)、